# Godofredo Bórgia
Godofredo Bórgia (em italiano: Gioffre Borgia; também Jofre Bórgia ou Jofre de Borja) (1482 — 1517) foi o filho mais jovem do Papa Alexandre VI e de Vannozza dei Cattanei, e irmão mais novo de César Bórgia, João Bórgia, e Lucrécia Bórgia.

## Biografia
Godofredo casou-se com Sancia ou Sancha de Aragão, filha ilegítima do rei Afonso II de Nápoles, obtendo como dote tanto o Principado de Squillace (1494) e, após um período de agitação política do Reino de Nápoles, o Ducado de Alvito (1497).
Na verdade, o casamento era político. Alfonso tinha casado a sua filha com Godofredo e dado um grande dote em troca do reconhecimento Papa Alexandre da reivindicação de Afonso ao trono de Nápoles. Quase tão logo a cerimônia de casamento acabou a situação política mudou com a invasão da Itália pelo rei Carlos VIII da França, que reivindicava Nápoles como seu. Alfonso fugiu deixando o trono a seu filho por curta duração e uma longa guerra entre a Espanha, a França e os seus adeptos italianos.
Durante este período, o jovem casal viveu principalmente em Roma, onde Sancha se torna amiga de Lucrécia e supostamente teve casos com os irmãos mais velhos de seu marido, Giovanni e Cesare. Isso azedou seu relacionamento e não tiveram filhos.
A relação de Godofredo com seu pai também foi débil. Rodrigo sempre teve a suspeita de que Godofredo fosse na realidade filho de Giorgio della Croce, o segundo marido de Vanozza. Mesmo adulto, o fraco e insignificante Godofredo nunca conseguiu ganhar a simpatia de seu pai, que fazia tudo para os seus três filhos adultos: Cesare, Lucrécia e João, a quem cobria de riquezas e títulos. O Papa Alexandre VI, considerava seu filho mais jovem um fraco por causa de sua falta de interesse na política e certa vez questionou publicamente seu parentesco. Em 1497, o Papa publicamente exonerou Godofredo devido ao assassinato de seu irmão, Giovanni Bórgia, por causa dos muitos rumores que Godofredo era na verdade o assassino, devido ao antagonismo público entre os dois por Sancia.
Após a morte de seu pai e a queda de César, de quem sempre foi sombra, retirou-se com o resto de sua família para Nápoles, onde sua esposa tornou-se amante de Gonzalo Fernández de Córdova, o homem que capturou César Bórgia.
Durante a Guerra de 1499-1504, quando Luís XII de França tentou conquistar Nápoles, Godofredo tomou o partido dos franceses, mas, quando foi capturado por Prospero Colonna, ele mudou de lado para se juntar aos espanhóis, o que causou uma rebelião em Alvito. Em 1504, ele enviou o condottiero Fabrizio Colonna para estabilizar suas terras, em parte paga com dinheiro tinha se apropriado do tesouro papal após a morte de seu pai no ano anterior. Com a rebelião esmagada, Godofredo finalmente mudou-se para suas propriedades em Alvito e Squillace em 1504.
Mas, apenas dois anos depois, Sancha morreu, e Godofredo perdeu os direitos sobre Alvito, que foi apreendido pelo então rei espanhol de Nápoles, Fernando II de Aragão. No entanto, Godofredo conseguiu manter Squillace, que governou como um vassalo feudal de Nápoles.
O segundo casamento de Godofredo foi com Maria de Milà. Eles tiveram quatro filhos; o mais velho, Francesco Bórgia, herdou as terras de seu pai e o título de Príncipe de Squillace.